# Porte de la Verdette
La porte de la Verdette est une porte située en France sur la commune de Pradelles, dans la région Auvergne-Rhône-Alpes.

## Localisation
La porte est située dans le département français de la Haute-Loire, sur la commune de Pradelles, dans l'ancienne région administrative d'Auvergne.

## Historique
Il s'agit d'une porte de l'enceinte urbaine qui arbore une voussure en plein cintre avec un chanfrein. La partie supérieure a préservé les corbeaux en pierre des mâchicoulis. À l'intérieur, les pierres d'origine formant l'escalier menant au rempart ont été préservées. Une niche abrite une statue de la Vierge à l'Enfant à l'intrados de la voussure.

## Légende
D'après une légende, lors de l'attaque du 10 mars 1588 pendant les guerres de Religion, Jeanne La Verdette aurait éliminé le capitaine Chambaud en lui assénant une pierre massive à la tête.

## Protection
La porte de la Verdette est inscrite au titre des monuments historiques par arrêté du 22 octobre 1971.